# Ducrosia
Ducrosia là chi thực vật có hoa trong họ Apiaceae.